# Tarnawa Niżna (gmina)
Tarnawa Niżna – dawna gmina wiejska istniejąca w latach 1934–1951 w woj. lwowskim i rzeszowskim (dzisiejsze woj. podkarpackie). Siedzibą władz gminy była Tarnawa Niżna. W latach 1945–1951 była to najdalej na południe wysunięta gmina Polski.

## 1934–1939
Gmina zbiorowa Tarnawa Niżna powstała 1 sierpnia 1934 w powiecie turczańskim w woj. lwowskim w związku z reformą gminną 1933–1934. Utworzono ją z obszarów dotychczasowych gmin jednostkowych: Bukowiec, Dydiowa, Dźwiniacz Górny, Łokieć, Sokoliki Górskie, Szandrowiec, Tarnawa Niżna i Tarnawa Wyżna.
17 września obszar nowej gminy podzielono na osiem gromad (sołectw):
- Bukowiec – miejsc. Bukowiec, Boczkarnia, Potasznia;
- Dydiowa – miejsc. Dydiowa;
- Dźwiniacz Górny – miejsc. Dźwiniacz Górny, Boryszczyna, Horbok, Kamianeć, Linyna, Szyriń;
- Łokieć – miejsc. Łokieć;
- Sokoliki Górskie – miejsc. Sokoliki Górskie, Łuszczany, Sołotwina, Syhła;
- Szandrowiec – miejsc. Szandrowiec, Dwir, Horb, Na Potoci, Popiwskie, Szteligy;
- Tarnawa Niżna – miejsc. Tarnawa Niżna, Góra, Horb, Krywula, Seredyna;
- Tarnawa Wyżna – miejsc. Tarnawa Wyżna, Horb, Syhła, Zabrid.

## 1939–1941
Po wybuchu II wojny światowej granica niemiecko-sowiecka przedzieliła gminę wzdłuż Sanu. Większa, południowo-zachodnia część (około 2/3) obszaru znalazła się pod okupacją niemiecką, w której utrzymano gminę Tarnawa Niżna w Landkreis Sanok w dystrykcie krakowskim w Generalnym Gubernatorstwie. Natomiast północno-wschodnia część gminy (około 1/3) przeszła pod okupację radziecką, gdzie została zniesiona 17 stycznia 1940 i włączona do nowo utworzonego tam rejonu turczańskiego (obwód drohobycki). Mimo że obszarowo większa część gminy znalazła się pod okupacją niemiecką, część siedzib gromad (lub ich części) położonych było na prawym brzegu Sanu i przez to znalazło się w ZSRR:
| Gromada          | Strefa niemiecka | Strefa niemiecka      | Strefa radziecka | Strefa radziecka      |
| Gromada          | Obszar gromady   | Położenie głównej wsi | Obszar gromady   | Położenie głównej wsi |
| ---------------- | ---------------- | --------------------- | ---------------- | --------------------- |
| Bukowiec         | prawie w całości | X                     | mały fragment    | –                     |
| Dydiowa          | połowa           | –                     | połowa           | X                     |
| Dźwiniacz Górny  | większa część    | X                     | mniejsza część   | –                     |
| Łokieć           | połowa           | –                     | połowa           | X                     |
| Sokoliki Górskie | połowa           | X                     | połowa           | –                     |
| Szandrowiec      | –                | –                     | w całości        | X                     |
| Tarnawa Niżna    | większa część    | X (wieś przedzielona) | mniejsza część   | X (wieś przedzielona) |
| Tarnawa Wyżna    | większa część    | X (wieś przedzielona) | mniejsza część   | X (wieś przedzielona) |

## 1941–1944
Rejony turczański i boryński przestały istnieć wraz z wybuchem wojny niemiecko-radzieckiej 22 czerwca 1941. Na mocy dekretu Adolfa Hitlera z 1 sierpnia 1941 weszły one w skład Generalnego Gubernatorstwa i utworzonego tam nowego dystryktu Galicja. Zachodnie części przedwojennych gmin Tarnawa Niżna i Sianki pozostały przez krótki czas w Landkreis Sanok w dystrykcie krakowskim, lecz już 7 sierpnia 1941 postanowiono zmienić granicę między dystryktami krakowskim i galicyjskim. Nowa granica miała prowadzić od granicy słowackiej zachodnimi krawędziami przedowojennych powiatów turczańskiego, samborskiego, mościskiego, jaworowskiego i lubaczowskiego, aż do zetknięcia się z granicą dystryktu lubelskiego. Sprawiło to, że gminy Tarnawa Niżna (wraz ze szczątkową gmina Sianki) stały się jedynym obszarem nigdy nieokupowanym przez ZSRR, który został włączony do dystryktu Galicja.
Dotychczas radziecki obszar gminy Tarnawa Niżna połączono ponownie z gminą Tarnawa Niżna, którą dodatkowo zwiększono o gromadę Beniowa (zarówno o część niemiecką jak i radziecką), należącą przed wojną do gminy Sianki. Gmina weszła w skład nowo utworzonego Landkreis Drohobycz w dystrykcie galicyjskim. Podczas II wojny światowej w Tarnawie Niżnej istniała placówka gestapo, a także posterunek policji ukraińskiej
Latem 1944 przywrócono ponownie granicę na Sanie po zajęciu wschodnich terenów przez Armię Czerwoną. Podział gminy Tarnawa Niżna zamanifestował się identycznie jak w latach 1940–41, czyli od gminy Tarnawa Niżna odcięto jej prawobrzeżną część i włączono do reaktywowanych 31 lipca 1944 rejonów turczańskiego (główna częsć) i boryńskiego (wschodnia część Beniowej) w ZSRR. Przy zachowanej po lewej stronie Sanu gminie Tarnawa Niżna utrzymano zachodnią część Beniowej, dołączono do niej także zachodnią część Sianek, które w latach 1941–1944 należały do gminy Borynia w Landkreis Drohobycz (zarówno Beniowa jak i Sianki należały przed wojną do gminy Sianki). Podział tych dwóch dodatkowych gromad zamanifestował się następująco:
| Gromada | Strefa niemiecka/polska | Strefa niemiecka/polska | Strefa radziecka | Strefa radziecka      |
| Gromada | Obszar gromady          | Położenie głównej wsi   | Obszar gromady   | Położenie głównej wsi |
| ------- | ----------------------- | ----------------------- | ---------------- | --------------------- |
| Beniowa | większa część           | X                       | mniejsza część   | –                     |
| Sianki  | połowa                  | X                       | połowa           | –                     |

## 1945–1951
W marcu 1945, w wyniku wytyczenia granicy między ZSRR a Polską, granicę przeprowadzono na Sanie, przez co południowo-zachodnią część gminy (okupowaną dotychczas przez Niemców) włączono formalnie do Polski, a przecięcie sześciu gromad wzdłuż górnego Sanu zostało utrwalone na zawsze. Ponieważ w granicach Polski, na jej samym południu, znalazły się także zachodnie części przeciętych analogicznie granicą na Sanie gromad Beniowa i Sianki z radzieckiego rejonu boryńskiego (należały przed wojną oraz pod okupacją niemiecką 1939–41 do gminy Sianki, ponadto Beniowa już w latach 1941–44 należała do gminy Tarnawa Niżna), zostały one z konieczności geograficznej włączone do gminy Tarnawa Niżna, stając się najdalej na południe wysuniętym terytorium Polski w jej nowych granicach.
- W ZSRR, jedynie nieprzecięty granicą Szandrowiec zachował status sielsowietu (rady wiejskiej). Pozostałe, przecięte granicą, gromady włączono jako chutory do następujących sielsowietów: Boberka (Dydiowa i Łokieć), Szandrowiec (Dźwiniacz Górny), Jabłonka Wyżna (Tarnawa Niżna i Tarnawa Wyżna) i Jabłonka Niżna (Sokoliki) w rejonie turczańskim. Przecięte granicą części Beniowej i Sianek (których główne wsie znalazły się w Polsce) nie są wymienione nawet jako chutory w spisie miejscowości rejonu boryńskiego, co sugeruje, że zostały doszczętnie zlikwidowane. Z uwagi na położenie geograficzne i lokalny układ ciągów komunikacyjnych części te powinny wejść w skład sielsowietów Werchnie i/lub Jaworów[13].

- W Polsce, powojenna gmina Tarnawa Niżna stała się jednostką o ekstremalnie peryferyjnym położeniu na samym południu kraju, po zmianie jego granic. Była też gminą wyludnioną, w dużej mierze spaloną i rozgrabioną przez nacjonalistów ukraińskich z OUN-UPA[14]. Gmina została przyłączona do powiatu leskiego[15], który 18 grudnia 1945 wszedł w skład nowo utworzonego województwa rzeszowskiego[16]. W 1948 roku na terenie gminy Tarnawa Niżna funkcjonwało 8 gromad: Beniowa, Bukowiec, Dźwiniacz Górny, Łokieć, Sianki, Sokoliki Górskie, Tarnawa Niżna i Tarnawa Wyżna[17], czyli nie reaktywowano jedynie gromady Dydiowa (weszła w skład gromady Łokieć).

W wyniku włączenia do Polski w grudniu 1951 prawie całego rejonu ustrzyckiego w ramach umowy o zmianie granic z 15 lutego 1951, obszar ten przekształcono w nowy powiat ustrzycki z siedzibą w Ustrzykach Dolnych, który zmodyfikowano, dołączając do niego części powiatów leskiego i przemyskiego. Jedną z tych obszarów była gmina Tarnawa Niżna, którą po przeniesieniu do powiatu ustrzyckiego 1 stycznia 1952 zniesiono tego samego dnia, włączając jej obszar do gminy Szewczenko (obecnie gmina Lutowiska). Wszystkie wyludnione i spalone miejscowości weszły w skład gromady Szewczenko w gminie Szewczenko. Spośród przedwojennych jedenastu gromad nie odtworzono zatem ani jednej, zachowując jednak podział na obręby ewidencyjne w granicach (i o nazwach) dawnych gmin katastralnych (gromad) po granice z ZSRR na Sanie.

## Dalsze losy
W związku z reformą administracyjną kraju w 1973 roku omawiany obszar wszedł w skład reaktywowanej gminy Lutowiska w utworzonym rok wcześnie powiecie bieszczadzkim w województwie rzeszowskim. W latach 1975–1998 należał on do województwa krośnieńskiego, a od 1999 roku powiatu bieszczadzkiego w nowym województwie podkarpackim.
W 1973 roku część Tarnawy Niżnej został ponownie zagospodarowany przez niekonwencjonalne użycie materiałów wybuchowych. Zbudowano tu gigantyczne gospodarstwo rolne, które mogło wykarmić kilka tysięcy bydła. W latach 1975–1981 cała dolina Górnego Sanu (od Mucznego po nieistniejące Sianki) została zaanektowana przez Urząd Rady Ministrów z pułkownikiem Kazimierzem Doskoczyńskim na czele, który utworzył tu doświadczalny Państwowy Ośrodek Hodowlany dla wojskowej gospodarki rolne,j na wzór tego z Arłamowa. Na cześć Doskoczyńskiego zmieniono nawet nazwę Mucznego w latach 1977–1981 na Kazimierzowo. W Mucznem wybudowano luksusowy ośrodek myśliwski (kryptonim W-3) dla dostojników państwowych i ich gości, który strzegło wojsko. Organizowano tu ekskluzywne polowania dla dewizowców, a drogę dojazdową zablokowano szlabanami.
Oprócz Tarnawy Niżnej (39 mieszkańców w 2019 roku) zaludniony obecnie jest też Dźwiniacz Górny (41 mieszkańców w 2019 roku). Po stronie ukraińskiej jedynie położony z dala od Sanu Szandrowiec uniknął historycznych kataklizmów i jest nadal dużą wsią (1263 mieszkańców). Po ukraińskiej stronie powstały także osady Beniowa (59 mieszkańców) i Sianki (580 mieszkańców), usytuowane w zupełnie innym miejscu względem lokacji historycznych wsi (które obie znajdowały się po obecnej stronie polskiej).

## Uwaga
Nie mylić z gminą Tarnawa Górna.